# Nicolle García
Nicolle García (Medellín, 2004) es una actriz colombiana.

## Biografía
Su primer papel protagónico fue en Libertad, ópera prima de Clara Roquet, donde interpreta a Libertad, la hija de la asistenta de una familia pudiente que vacaciona en la Costa Brava, y por el que fue nominada al Premio Goya a Mejor actriz revelación.
Fue descubierta por la directora Catalina Arroyave cuando patinaba por el barrio de Moravia de su ciudad natal.
Ha sido nominada también a la categoría de actriz revelación en el premio Medallas del Círculo de Escritores Cinematográficos de 2021.

## Filmografía
- Libertad (2021)

## Nominaciones
| Año  | Trabajo  | Premio                                              | Categoría               | Resultado |
| ---- | -------- | --------------------------------------------------- | ----------------------- | --------- |
| 2021 | Libertad | Medallas del Círculo de Escritores Cinematográficos | Actriz revelación       | Nominada  |
| 2021 | Libertad | Premios Goya                                        | Mejor actriz revelación | Nominada  |